# Aerotegmina kilimandjarica
Aerotegmina kilimandjarica är en insektsart som beskrevs av Hemp, C. 2001. Aerotegmina kilimandjarica ingår i släktet Aerotegmina och familjen vårtbitare. Inga underarter finns listade i Catalogue of Life.